# Demonstrationerne i Hongkong 2019-2020
Demonstrationerne i Hongkong 2019-2020 er en række vedvarende protestaktioner og demonstrationer i det centrale Hongkong. Protesterne, som begyndte den 15. marts 2019 og forstærkedes i begyndelsen af juni, indledtes med, at demonstranter ville stoppe et lovforslag, som skulle tillade udlevering af formodede kriminelle fra Hongkong til Fastlandskina og andre områder, hvor udleveringsaftaler ikke findes i dag. Loven blev fremsat af det pro-kinesiske styre i Hongkong med løfter om, at loven ikke skulle kunne anvendes mod personer, som var forfulgte af politiske eller religiøse årsager. Kritikerne mente, at Kina ikke ville holde disse løfter, og at loven ville blive anvendt for at arrestere og udlevere politiske dissidenter til det kinesiske regime. Den 15. juni 2019 meddelte Hongkongs kinesiske lakaj Carrie Lam, at lovforslaget var "udskudt på ubestemt tid", og den 9. juli kom besked om, at lovforslaget var "dødt". Demonstranterne krævede imidlertid, at lovforslaget formelt skulle trækkes tilbage helt og holdent, og da dette ikke skete, fortsatte protesterne. Carrie Lam udtalte den 4. september i et forud indspillet, tv-sendt indslag, at det kritiserede lovforslag om udleveringer helt og holdent var trukket.
Demonstranterne er siden fortsat med fem krav: at lovforslaget formelt skulle trækkes tilbage, at protesterne ikke af myndighederne må betegnes som "opløb", at alle arresterede demonstranter skal frigives, at der nedsættes en uafhængig komite for at undersøge politiets vold mod demonstranter og at det nuværende parlament skal opløses og afløses af et nyt valgt ved frie valg. Pr 18. november 2019 var ca. 4.500 protestanter arresterede i magthavernes forsøg på at standse protesterne mod undertrykkelsen.